# Chamaesium
 (juin 2025).
Si vous disposez d'ouvrages ou d'articles de référence ou si vous connaissez des sites web de qualité traitant du thème abordé ici, merci de compléter l'article en donnant les références utiles à sa vérifiabilité et en les liant à la section « Notes et références ».
Genre
Chamaesium est un genre de plantes à fleurs de la famille des Apiaceae. Il contient dix espèces originaire de l'Himalaya et de Chine centrale.

## Liste des espèces
- Chamaesium delavayi (Franch.) R.H.Shan & S.L.Liou
- Chamaesium jiulongense X.L.Guo & X.J.He
- Chamaesium mallaeanum Farille & S.B.Malla
- Chamaesium novem-jugum (C.B.Clarke) C.Norman
- Chamaesium paradoxum H.Wolff
- Chamaesium shrestaeanum Farille & S.B.Malla
- Chamaesium spatuliferum (W.W.Sm.) C.Norman
- Chamaesium thalictrifolium H.Wolff
- Chamaesium viridiflorum (Franch.) H.Wolff ex R.H.Shan
- Chamaesium wolffianum Fedde ex H.Wolff

## Publication originale
- Wolff K.F.A.H. (1925) Notizblatt des Botanischen Gartens und Museums zu Berlin-Dahlem 9(84): 275–276.